# Martinho Martins Mukana
Martinho Martins Mukana   (Maputo, 5 de juliol de 1982), anomenat Paíto, és un exfutbolista moçambiquès de la dècada de 2000.
Fou internacional amb la selecció de futbol de Moçambic.
Pel que fa a clubs, destacà a Sporting CP, FC Sion i Neuchâtel Xamax. El 2006 va ser fitxat pel RCD Mallorca, qui immediatament el cedí al SC Braga.